# フランクス・ワイルド・イヤーズ
フランクス・ワイルド・イヤーズ（Franks Wild Years）は、トム・ウェイツが1987年に発表したアルバム。

## 解説
トムは、アルバム『ソードフィッシュトロンボーン』（1983年）収録曲「ワイルドなフランクの話」から派生したミュージカル作品『フランクス・ワイルド・イヤーズ』の脚本と音楽を、妻キャスリーン・ブレナンと共作。トム自身が主演、後に映画監督として活動するゲイリー・シニーズが演出を担当して、1986年6月22日にシカゴで初演。本作は、同ミュージカルの楽曲を改めてレコーディングしたもの。伝記本『トム・ウェイツ 素面の酔いどれ天使』の著者パトリック・ハンフリーズによれば、本作は舞台版の完全再現ではないが、「シカゴ公演を想像して楽しむには十分な内容」とのこと。
アルバム前半(1.-9.)が「ACT I」、後半(10.-17.)が「ACT II」と銘打たれ、「ストレイト・トゥ・ザ・トップ」と「夢見る頃はいつも」はIとIIの両方に登場。トムとグレッグ・コーエンが共作した「ストレイト・トゥ・ザ・トップ」は、コンガ等のパーカッションを多用した「ルンバ篇」と、ジャズ的なアレンジの「ヴェガス篇」の2種類が収録されている。主人公のフランクはアコーディオンを弾くという設定で、アルバム・ジャケットにもアコーディオンが登場し、「コールド・コールド・グラウンド」「トレイン・ソング」では、ロス・ロボスのデイヴィッド・イダルゴがアコーディオンを演奏。

## 収録曲
特記なき楽曲はトム・ウェイツ作。
1. セント・クリストファー - "Hang on St. Christopher" - 2:46
2. ストレイト・トゥ・ザ・トップ〜ルンバ篇 - "Straight to the Top (Rhumba)" (Tom Waits, Greg Cohen) - 2:30
3. ブロウ・ウィンド・ブロウ - "Blow Wind Blow" - 3:35
4. テンプテイション - "Temptation" - 3:53
5. 夢見る頃はいつも - "Innocent When You Dream (Barroom)" - 4:15
6. アイル・ビー・ゴーン - "I'll Be Gone" (T. Waits, Kathleen Brennan) - 3:12
7. 昨日が戻るまで - "Yesterday Is Here" (T. Waits, K. Brennan) - 2:29
8. ウェイク・ミー・アップ - "Please Wake Me Up" (T. Waits, K. Brennan) - 3:36
9. フランクの詩 - "Franks Theme" - 1:49
10. モア・ザン・レイン - "More Than Rain" - 3:52
11. ダウン・イン・ザ・ホール - "Way Down in the Hole" - 3:30
12. ストレイト・トゥ・ザ・トップ〜ヴェガス篇 - "Straight to the Top (Vegas)" (T. Waits, G. Cohen) - 3:26
13. ニューヨーク - "I'll Take New York" - 3:58
14. イスタンブールからの電話 - "Telephone Call From Istanbul" - 3:12
15. コールド・コールド・グラウンド - "Cold Cold Ground" - 4:07
16. トレイン・ソング - "Train Song" - 3:20
17. 夢見る頃はいつも - "Innocent When You Dream (78)" - 3:08

## カヴァー
- 「セント・クリストファー」は、ロッド・スチュワート『ユア・ザ・スター』（1995年）でカヴァーされた。ロッドがトムの楽曲を取り上げるのは、「ダウンタウン・トレイン」「トム・トラバーツ・ブルース」に続いて3度目。
- 「テンプテイション」は、ホリー・コールが1995年に発表したトム・ウェイツのカヴァー・アルバムのタイトルになった。同曲は、ダイアナ・クラールも『ザ・ガール・イン・ジ・アザー・ルーム』（2004年）で取り上げた。
- 「夢見る頃はいつも」は、ラナ・レーンがカヴァー・アルバム『バラード・コレクション2』（2000年）でカヴァー。エルヴィス・コステロも同曲をレコーディングしており、カヴァー・アルバム『コジャック・ヴァラエティ』が2004年にライノ・エンタテインメントからボーナス・ディスク付きで再発された際に発表された。
- 「ダウン・イン・ザ・ホール」は、テレビドラマ『ザ・ワイヤー』（2002年放映開始、主演ドミニク・ウェスト）の主題歌となり、トムのオリジナル・ヴァージョンが第2シーズンで使われた他、ブラインド・ボーイズ・オブ・アラバマ、ネヴィル・ブラザーズ、DoMaJe、スティーヴ・アール等によるカヴァー・ヴァージョンがシーズンごとに使われた[11]。スティーヴ・アールのヴァージョンは、アルバム『Washington Square Serenade』（2007年）に収録。

## 参加ミュージシャン
- トム・ウェイツ - ボーカル、オルガン、ギター、ピアノ、メロトロン、ドラムス、コンガ、タンブリン
- マーク・リボー - ギター、バンジョー
- モリス・テッパー - ギター
- グレッグ・コーエン- ベース、アルト・ホルン、ホーン・アレンジ、ベース・ペダル
- ラリー・テイラー - ベース
- ジェイ・アンダーソン - ベース
- マイケル・ブレア - ドラムス、コンガ、パーカッション、マラカス、マリンバ、グロッケンシュピール
- ラルフ・カーネイ - サックス、バリトン・ホルン、ヴァイオリン
- デイヴィッド・イダルゴ - アコーディオン
- ウィリアム・シメル - ピアノ、オルガン、アコーディオン、ベース・ペダル
- フランシス・サム - ピアノ、オルガン
- アンジェラ・ブラウン - バッキング・ボーカル
- レスリー・ホランド - バッキング・ボーカル
- リン・ジョーダン - バッキング・ボーカル
- キャスリーン・ブレナン - ボーカル・アレンジ